# Abu-Bakr ibn Yahya as-Sulí
Abu-Bakr Muhàmmad ibn Yahya as-Sulí (Gorgan, c. 880 – Bàssora, 946) fou nadim de diversos califes abbàssides. Fou conegut per la seva saviesa i per la seva poesia, i com a historiador va escriure una crònica titulada Akhbar ar-Radi wa-l-Muttaqí, que parlava sobre els regnats dels califes ar-Radi i al-Muttaqí. Fou també un llegendari jugador de xatranj (un antecessor dels escacs), encara recordat avui dia.
Cap a l'època de la mort d'ar-Radi, el 940, as-Sulí va caure en desgràcia respecte dels nous dirigents a causa de les seves simpaties vers el xiisme i com a resultat, fou exiliat a Bàssora, on va passar la resta de la seva vida en la pobresa. L'avi d'as-Sulí fou el príncep turquès Sul-takin i el seu oncle el poeta Ibrahim ibn al-Abbàs as-Sulí.

## Akhbar ar-Radi wa-l-Muttaqí
La crònica d'as-Suli ha estat durant molt de temps a l'ombra de cròniques més famoses com ara les d'al-Massudí i de Miskawayh, potser perquè as-Sulí fou vist més com a nadim que no pas com un erudit seriós. De tota manera, és significativa perquè ofereix una altra visió de la transició als buwàyhides. Fou durant el califat d'ar-Radi, el 936, que es va crear el càrrec d'amir al-umarà, cosa que va permetre de transferir el poder executiu des del califa a un emir, càrrec que els buwàyhides varen fer servir per a establir una nova dinastia després dels abbàssides. A partir d'aquest moment, els abbàssides no varen poder reprendre de nou tot el seu poder. De tota manera, as-Sulí deixa clar que no tot el poder fou traspassat als emirs. Ell tracta el període com a temps de crisi, però no com al final del califat abbàssida.

## Escacs
As-Sulí es va fer conegut com a jugador de xatranj en algun moment entre el 902 i el 908, quan va vèncer al-Mawardí, el campió de xatranj de la cort d'al-Muktafí, el califa de Bagdad. Al-Mawardí va perdre el favor de la cort a conseqüència d'això i fou substituït per as-Sulí. Després de la mort d'al-Muktafí, as-Sulí va mantenir el favor dels successius governants, al-Múqtadir i posteriorment ar-Radi.
L'habilitat pel xatranj d'as-Sulí va esdevenir llegendària, i encara avui és considerat un dels millors jugadors àrabs de tots els temps. El seu biògraf Ibn Khal·liqan, que va morir el 1282, va dir que fins i tot en la seva època es deia, dels grans jugadors, que jugaven com as-Sulí. L'evidència documental de la seva època és limitada, però encara es conserven finals d'algunes de les seves partides. Els seus coetanis també mencionaren la seva capacitat en escacs a cegues. As-Sulí també va ensenyar xatranj. El seu alumne més conegut fou al-Lajlaj («el tartamut»).
Una de les seves fites més importants és el llibre, Kitab aix-xatranj (Llibre dels escacs), que fou el primer llibre científic mai escrit sobre estratègia d'escacs. Contenia informació sobre les més habituals obertures d'escacs, problemes estàndard de mig joc, i finals comentades. També contenia la primera descripció coneguda del problema de la ruta del cavall. Molts altres escriptors europeus posteriors varen basar els seus treballs sobre escacs moderns en el treball d'as-Sulí. També va escriure diversos llibres d'història.

### El diamant d'as-Sulí
|   | a  | b  | c  | d  | e  | f  | g  | h  |   |
| 8 | a8 | b8 | c8 | d8 | e8 | f8 | g8 | h8 | 8 |
| 7 | a7 | b7 | c7 | d7 | e7 | f7 | g7 | h7 | 7 |
| 6 | a6 | b6 | c6 | d6 | e6 | f6 | g6 | h6 | 6 |
| 5 | a5 | b5 | c5 | d5 | e5 | f5 | g5 | h5 | 5 |
| 4 | a4 | b4 | c4 | d4 | e4 | f4 | g4 | h4 | 4 |
| 3 | a3 | b3 | c3 | d3 | e3 | f3 | g3 | h3 | 3 |
| 2 | a2 | b2 | c2 | d2 | e2 | f2 | g2 | h2 | 2 |
| 1 | a1 | b1 | c1 | d1 | e1 | f1 | g1 | h1 | 1 |
|   | a  | b  | c  | d  | e  | f  | g  | h  |   |

As-Sulí va crear un problema de xatranj anomenat «el diamant d'as-Sulí», que va restar sense solució durant més de mil anys. En el xatranj, la «dama» (o «conseller») és una peça feble, que només es pot moure una casella en diagonal. En el xatranj, és possible guanyar la partida tot capturant totes les peces llevat del rei.
| «                                                                | Aquesta antiga posició és tan difícil que no hi ha ningú al món capaç de resoldre-la, llevat d'aquells a qui els he ensenyat a fer-ho. Dubto que algú ho hagi fet abans que jo. Això fou dit per al-Suli. | » |
| — Manuscrit del segle xii de la biblioteca del soldà Abdul Hamid | |   |

David Hooper i Ken Whyld varen estudiar el problema a mitjan dècada dels 1980, però no el van poder solucionar. Finalment fou resolt pel Gran Mestre rus Iuri Averbakh. The solution given is 1. Kb4 in Hans Ree's "The Human Comedy of Chess".